# Фичоза
Фичоза е къмпинг и курортно селище във Варненска област. Отстои на 17 км южно от Варна. Недалеч е от плажовете на варненските квартали Аспарухово (около 9 км) и Галата (около 5 км). Намира се в близост до хижа „Черноморец“ и защитената местност Паша дере.
Природата във Фичоза е напълно запазена, няма големи хотели и инвеститорски обекти. В местността са изградени почивни станции и бунгала на различни държавни институции и фирми. Плажът е чист, каменист само на носовете, подходящ както за летуване на семейства с деца, така и за любителите на риболова и брането на миди. Функционират много ресторанти и барове. През летните уикенди много варненци идват на отдих до девствения плаж.